# Giovanni De Prà
Giovanni De Prà, född 28 juni 1900 i Genua, död 15 juni 1979 i Genua, var en italiensk fotbollsspelare.
Han blev olympisk bronsmedaljör i fotboll vid sommarspelen 1928 i Amsterdam.